# Conselho de Consultores da Presidência em Ciência e Tecnologia
O Conselho de Consultores da Presidência em Ciência e Tecnologia (PCAST) foi instituído para que o Presidente dos Estados Unidos pudesse receber informações do setor privado e da comunidade acadêmica sobre tecnologia, prioridades de pesquisa científica e ensino de matemática e ciências. 
A entidade segue a tradição dos painéis consultivos presidenciais sobre ciência e tecnologia que remontam ao tempo dos presidentes Eisenhower e Truman. 
O PCAST conta com 35 membros, além do diretor do Escritório de Políticas de Ciência e Tecnologia que é um dos presidentes do conselho. 
Os membros do PCAST, pessoas de renome indicadas pela Presidência, são oriundos da indústria, da área de educação, de instituições de pesquisa e outras organizações não-governamentais.